# 19173 Virginiaterése
19173 Virginiaterése là một tiểu hành tinh vành đai chính với chu kỳ quỹ đạo là 1381.1218899 ngày (3.78 năm).
Nó được phát hiện ngày 15 tháng 4 năm 1991.